# بوراک حقی
بوراک حقی (انگلیسی: Burak Hakkı؛ زادهٔ ۲۳ مهٔ ۱۹۶۹) بازیگر اهل ترکیه است.
از فیلم‌ها یا برنامه‌های تلویزیونی که وی در آن نقش داشته‌است می‌توان به از بوسه تا عشق، سموم، و قیام ارطغرل اشاره کرد.